# Херст, Уильям Рэндольф (младший)
Уильям Рэндольф Херст-младший (англ. William Randolph Hearst Jr., 27 января 1908 года — 14 мая 1993 года) — второй сын медиамагната Уильяма Херста, работавший военным и международным корреспондентом в сети периодических изданий Hearst Corporation. В 1956 году получил Пулитцеровскую премию за интервью с лидерами Советского союза.

## Биография
Второй из пяти сыновей Уильяма и Миллисент Херст родился в 1908 году в Нью-Йорке. Желая заслужить уважение отца, ещё во время учёбы в военной школе он начал подрабатывать в семейном бизнесе в летние каникулы. Херст-младший выполнял подсобные работы в типографии, печатающей «New York Mirror». Поступив в 1926 году в Калифорнийский университет, юноша бросил учёбу на втором курсе для работы в другой семейной газете — New York American. Он начал карьеру криминальным репортёром, и уже к 1936 году был повышен до издателя. Год спустя газету поглотил Journal-American, и Херст-младший возглавил объединённое издание New-Jork Journal-American. Но журналист остался недоволен политикой ведения семейного бизнеса и в своих письмах к отцу отмечал: 
Я несу ответственность за эту газету, но не могу делать это хорошо, если вы сообщаете свои указания или приказы через полдюжины других людей без моего ведома.Оригинальный текст (англ.)I am responsible for this paper, but I can't very well be if your are communicating your suggestions or orders through half a dozen other people without my knowledge.
Несмотря на разногласия, в 1943—1945 годах Херст-младший продолжил работу в семейных изданиях в качестве военного корреспондента в Европе и Северной Африке. По указанию отца, лично редактировавшего репортажи сына, он участвовал в бомбардировочных миссиях армии США. Заслужив одобрение родителей, корреспондент продолжил освещать международную повестку.
После смерти Херста-старшего в 1951 году его сын возглавил модернизацию семейных газет, войдя в совет директоров Hearst Corporation. Последующие 40 лет он вёл авторскую колонку, посвящённую оборонной и транспортной тематикам, а также включавшую интервью с мировыми лидерами. Являясь ярым антикоммунистом, он продолжал поддерживать в своих материалах сенатора Джозефа Р. Маккарти, даже когда антисоветские расследования республиканца были дискредитированы.
В 1955 году он совместно с репортёрами Фрэнком Конниффом и Джозефом Кингсбери провёл серию интервью с советскими лидерами: первым секретарём ЦК КПСС Никитой Хрущёвым, министром иностранных дел Вячеславом Молотовым, премьер-министром Николаем Булганиным и другими. Статьи представили внешнеполитическую позицию постсталинского руководства страны и принесли Херсту и его напарникам Пулитцеровскую премию за международный репортаж. Уильям Рэндольф-младший первым из династии Херстов получил награду, что разрушило устоявшееся мнение о предвзятости жюри из-за существовавших разногласий между отцом лауреата и Джозефом Пулитцером. Три года спустя журналист был также удостоен Премии Клуба зарубежных корреспондентов.

## Личная жизнь
Уильям Херст-младший был дважды разведён, прежде чем в 1948 году женился на Августин МакДоннелл (1920—1991), до этого около двух лет работавшей журналисткой газеты Washington Times-Herald. Она вела социальную колонку «Под моей шляпой» и колонку агентства печати «Из столицы», а также являлась комментатором Columbia Broadcasting System. Позднее Макдоннелл-Херст сосредоточилась на благотворительности и писательской карьере. В частности, в 1956 году она издала книгу «Лошади Сан Симеон» (англ. The Horses of San Simeon). У супругов было двое сыновей: Уильям Рэндольф Херст III (род. 1949) и Джон Августин Херст (род. 1952).